# 克利爾克里克 (明尼蘇達州)
克利爾克里克（英語：Clear Creek）是位於美國明尼蘇達州卡爾頓縣的一個未組織地區。

## 地方資料
克利爾克里克的面積為94.80平方千米，當中陸地面積為94.40平方千米，而水域面積為0.40平方千米。根據2020年美國人口普查的數據，當地共有人口141人，而人口密度為每平方千米1.49人。